# Крашево (Мазовецьке воєводство)
Крашево (пол. Kraszewo) — село в Польщі, у гміні Ойжень Цехановського повіту Мазовецького воєводства.
Населення — 383 особи (2011).
У 1975-1998 роках село належало до Цехановського воєводства.

## Демографія
Демографічна структура станом на 31 березня 2011 року:
|          | Загалом | Допрацездатний вік | Працездатний вік | Постпрацездатний вік |
| -------- | ------- | ------------------ | ---------------- | -------------------- |
| Чоловіки | 202     | 37                 | 152              | 13                   |
| Жінки    | 181     | 32                 | 113              | 36                   |
| Разом    | 383     | 69                 | 265              | 49                   |